# 海王ダンテ
『海王ダンテ』（かいおうダンテ）は、原作：泉福朗、作画：皆川亮二による日本の漫画作品。
『ゲッサン』（小学館）にて、2016年1月号から2021年9月号まで連載された。連載開始前の2015年11月25日、予告動画が公開された。
西欧列国が海の向こうへ大いなるロマンを求めていた18世紀を舞台に、この世の全ての理を記した不思議な「本」と強大な力を操る「魔導器」を持つ少年ダンテの冒険を描く。

## あらすじ
少年期
コルシカ島出身の少年ダンテは、13歳の誕生日に育ての親であるコロンバス牧師から「要素（エレメント）」と呼ばれる大きな本と、魔導器と呼ばれるペンダントを託される。そのころ、ダンテを妬む幼馴染のナポリオも兄のジョゼフから情報を聞き、教会の地下にある2冊目の本「構成（ビルド）」を手に入れていた。
村はその日のうちに海賊に襲われ多大な被害を被ったが、ダンテの持つ魔導器の力によって船団を撃退する。ダンテとナポリオは自分達の持つ本が災厄を招くと考え、それぞれ別々に島を出る。
北極編
島を出たダンテは、故郷に残した幼馴染のエマが病魔に侵されていると知り、あらゆる怪我や病気を治療するという3冊目の本「生命（ライフ）」を取りに北極へと旅立っていた。そこでイギリス軍船と出会い、数々のトラブルに見舞われるも、「要素」に書かれた知識と魔導器の力を利用して北極点へ進んでいく。またその道中フランス軍船とナポリオに再会し、「構成」の能力によって造られた兵器によって襲撃されるが、イギリス軍人達の戦術により撃退。ナポリオと共に北極点の氷下に封印された「生命」を手に入れるも、そこへ現れたジョゼフに横取りされてしまう。
「生命」を奪われたダンテとナポリオは失意のままコルシカ島へ戻るが、生死の境をさまよっていたはずのエマは既にジョゼフの持つ「生命」の力によって回復していた。ダンテは北極で出会った軍人たちの姿に感銘を受けたことでイギリス軍に入ることを決意しており、フランス軍所属のナポリオと改めて決別する。
イギリス軍入隊後
イギリス軍に所属したダンテは持ち前の真面目さと「要素」、魔導器の力を活かし、同僚のパトリック、ダミアンと共に任務をこなしてゆくが、ジョゼフの「生命」によって復活させられたキャプテン・クック、オルカ、アルビダら古代の海賊の不死者（アンデッド）にたびたび襲撃される。また、任務の中でナポリオが強大な力による世界征服を目論んでいることを知ったイギリス軍は、ダンテにその阻止を命令する。

## 登場人物

### イギリス軍
ダンテ・ホレーショ・ネルソン
本作の主人公。この世の全ての理を示した謎の本「要素（エレメント）」と強大な力を操る「魔導器」を持つ。真面目で一本気な性格で、人を惹きつけるカリスマ性がある。北極でのイギリス軍の活躍を目にしたことがきっかけで入隊し、本人の気質と魔導器の力、本の知識を活かした様々な活躍を見せ階級を上げてゆく。少年期は魔導器を使う代償として体の一部が傷付いていたが、成長と共に無傷で使用できるようになる(しかし、体に刺青のような紋様が表れる)。魔導器を操るドゥランテ族と呼ばれる種族であり、コロンバスが付けたダンテという名前の由来でもある。
パトリック・ベッカム
ダンテの友人。武術の教師をしている父を持ち、多くの弟や妹の面倒を見ている兄貴肌。貧しい実家に仕送りをするため入隊する。剣術に優れており、魔導器を使い傷付くダンテの身を案じて剣術を教える。
ダミアン・ジェンナー
ダンテの友人。気弱だが心優しい性格。医者の息子で、ひ弱な心身を鍛えるために入隊する。戦闘能力はないが医学の知識が豊富で、医師として敵味方関係なく治療するという誇りを持っている。
J・エリオット・ガーナム
ダンテが北極で出会った勇敢なイギリス軍人。シーホース号艦長。
アンソン
イギリス軍に入ったダンテの乗るレイゾナブル号の艦長。ダンテの能力を認めている。

### 本の所持者・不死者
ナポリオ・ボナパルト
フランス軍所属。思い描くどんな物でも設計できる謎の本「構成（ビルド）」を持ち、圧倒的な力による世界征服を企む。ダンテの幼馴染であり、幼いころはよくいじめられているところを助けられていたが、本人はその高いプライドからそれを快く思っていなかった。傲慢かつ自信家な性格で、ダンテには強いライバル意識と幼馴染としての信頼の入り交じった複雑な感情を抱いている。身長が低いことがコンプレックス。
ジョゼフ・ボナパルト
通称「ジョゼ」。ナポリオの兄。あらゆる病や傷を癒し死者さえも復活させる謎の本「生命（ライフ）」を持ち、ダンテの魔導器や他の2冊の本を奪って力を手に入れる事を目論む。富や権力者に支配される海を嫌い、世界の浄化と粛清の名のもとにコロンバスと行動を共にする。
クラウン
ジョゼフの従者。自らが収集した海賊の遺物を提供し、死者の復活を手伝う。
キャプテン・キッド
不死者。ジョゼの持つ「生命（ライフ）」の力で復活した17世紀の海賊。生前の名声の復活を求めてダンテ達を襲う。
オルカ
不死者。ジョゼの持つ「生命（ライフ）」の力で復活した17世紀の海賊。豪快な性格で、人間離れした怪力を持つ。アメリカへ向かうダンテ達の船を襲い敵対していたが、ダンテやイギリス軍の真っ直ぐな思想に共感し味方することになる。一度は別れるものの、オーストラリアで再会したのをきっかけにダンテ達の船の水夫として働く。
アルビダ
不死者。ジョゼの持つ「生命（ライフ）」の力で復活した5世紀の海賊女王。動物と心を通わせ、仲間として戦わせることができる。ジョゼの命令でダンテ達を襲うが、悪事を働くフランス軍との戦いで共闘したことから心を許すようになる。話すことができず基本は軽いジェスチャーで意思伝達を行うが、オルカだけには声が聞こえているように詳細に伝わる。
クリストファー・コロンバス
ダンテの育ての親であり、かつてコルシカ島で牧師として暮らしていた男。「要素(エレメント)」と「構成(ビルド)」の2冊の本と魔導器を所持しており、要素と魔導器をダンテに託した。
サミュエル・ティーチ
不死者。大柄な体格と黒い髭が特徴的な海賊で、少年時代のダンテ達の住む村を襲った。生前のオルカとは海賊として行動を共にした仲であり、再会の際は「エドワード」と名乗る。
フランシス・ロロノア
不死者。生前は女子供でも容赦なく拷問にかけ惨殺する悪名高い海賊で、不死者として復活してからはコロンバスに与えられた魔剣「フラガラッハ」を手にダンテ達を襲う。

### その他
エマ・ハート
ダンテとナポリオの幼馴染。心優しい性格で、皆のマドンナ的存在だった。「要素（エレメント）」が幻影を現しダンテと会話する際に姿を借りている。
フランシス・ニズベット
ダンテ達がインドからの護送を命じられた少女。夫であるマーラ氏の死去によりサティの儀式で共に火葬されそうになったところを救出される。
ウィリアム・ピット
イギリスの前首相の息子。植民地視察のためのアメリカ行きの航海船上でダンテ達と出会う。黒人を嫌悪していたが、トビーとの交流により心を入れ替える。
トビー
雇い主を失くし、水夫として働くことになった自由黒人。自らを嫌悪するウィリアムに対しても献身的に世話をする。
ジェームズ・クック
オーストラリアへ向かう際に出会った航海士。オーストラリア大陸や多くの航路を発見したイギリスの英雄。
シドニー
オーストラリアへ送られた囚人の一人。無実の罪で捕えられた。元学校の教師で、科学知識が豊富。
バッツ
オーストラリアへ送られた囚人の一人。靴下を盗んだだけで捕えられた心優しい少年。

## 書誌情報
- 泉福朗（原作）・皆川亮二（漫画）『海王ダンテ』 小学館〈ゲッサン少年サンデーコミックス〉、全13巻
  1. 2016年7月12日発売[4][5]、ISBN 978-4-09-123867-2
  2. 2017年1月12日発売[6][7]、ISBN 978-4-09-124120-7
  3. 2017年7月12日発売[8][9]、ISBN 978-4-09-124393-5
  4. 2018年1月12日発売[10]、ISBN 978-4-09-124593-9
  5. 2018年6月12日発売[11]、ISBN 978-4-09-124759-9
  6. 2018年11月12日発売[12]、ISBN 978-4-09-128694-9
  7. 2019年3月12日発売[13]、ISBN 978-4-09-129086-1
  8. 2019年9月12日発売[14]、ISBN 978-4-09-129409-8
  9. 2020年2月12日発売[15]、ISBN 978-4-09-129587-3
  10. 2020年6月12日発売[16]、ISBN 978-4-09-850139-7
  11. 2020年10月12日発売[17]、ISBN 978-4-09-850261-5
  12. 2021年4月12日発売[18]、ISBN 978-4-09-850493-0
  13. 2021年10月12日発売[19]、ISBN 978-4-09-850762-7